# إيلدر هيريرا
إيلدر هيريرا (بالإسبانية: Élder Herrera)‏ هو دراج كولومبي، ولد في 28 ديسمبر 1968 في كالي في كولومبيا.

## وصلات خارجية
- إيلدر هيريرا على موقع أرشيف الدراجات (الإنجليزية)
- إيلدر هيريرا على موقع إحصائيات الدراجات الإحترافية (الإنجليزية)
- إيلدر هيريرا على موقع نسبة الدراجات (الإنجليزية)